# Guy Marchant
Guy Marchant, auch Gui oder Guyot Marchant, latinisiert Guido Mercator, war ein Buchdrucker, der zwischen 1483 und 1505/06 in Paris aktiv war. Zuvor erhielt er eine Ausbildung in den Freien Künsten und war als Priester tätig.

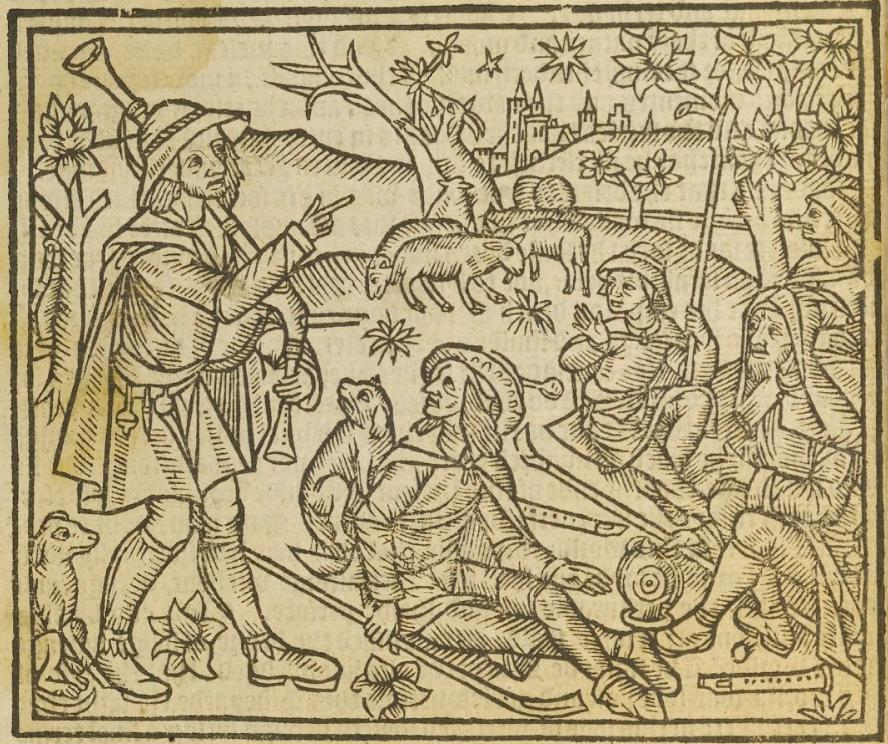
Hirten-Kalendar

Zunächst arbeite Marchant im Champ Gaillart hinter dem Collège de Navarre. 1493 hatte er seine Niederlassung beim Zeichen der Lilie („ad intersignium floris lilii“) in the Rue Saint-Jacques. Ab 1499 lag die Werkstatt in der Straße Beauregard („in Bellovisu“) hinter dem Collège de Boncourt. Lange Zeit arbeitete Guy Marchant an der Seite der Drucker Pierre und Guillaume Le Rouge.
Marchant verwendete sechs verschiedene Druckermarken, wobei einige Schuhmacherzeichen waren. Der überwiegende Teil der Marken trug das Motto Sola fides sufficit.
In der ISTC Datenbank werden 190 Drucke aufgeführt, die Guy Marchant bis ins Jahr 1500 zugeordnet oder zugeschrieben werden können. Etwa ein Dutzend entstand danach im frühen 16. Jahrhundert, bevor die Werkstatt an Guys Neffen Jean Marchant (1504–1516) überging.
Marchant druckte vor allem Andachtsbücher mittleren Formats. Die Holzschnitte in den Büchern gelten als „magnificent woodcuts, including some of the finest illustrative work of the period“.

## Drucke (Auswahl)
- Danse Macabré nach den Wandmalereien auf dem Cimetière des Innocents (1485)
- Calendrier des Bergères

## Ausgabe
- Max Engammare (Hrsg.): Calendrier des Bergers (= Sources). Puf, Paris 2008.
- David A. Fein (Hrsg.): The Danse macabre. Printed by Guyot Merchant, 1485 (= Medieval and Renaissance Text Studies. Band 446). Tempe 2013.